# Аман, Жак
Жак Аман (фр. Jacques Haman; род. 30 августа 1994 года в Гаруа) — камерунский футболист, нападающий клуба «Витория II» и национальной сборной Камеруна.

## Клубная карьера
В 2010 году Жак стал привлекаться к играм основного состава. В сезоне 2010/11 он сыграл девять игр чемпионата. В том же сезоне он стал чемпионом Камеруна и обладателем национального кубка. В 2011 году Жак дебютировал в Лиге чемпионов КАФ, провёл семь матчей и забил один гол. В следующем сезоне он провёл два матча Лиги и забил два мяча. В 2013 году на счету Жака два матча в Лиге чемпионов КАФ.
В июле 2015 года Жак перешёл в канадский клуб «Монреаль», выступавший в американской лиге USL. В команде дебютировал 2 августа в матче против «Чарлстон Бэттери», а в следующей игре забил гол в ворота «Луисвилл Сити». В дебютном сезоне Аман провёл 10 матчей и забил три гола. В 2016 году Жак сыграл за «Монреаль» всего один официальный матч, а летом перешёл в португальский клуб «Витория» и стал выступать за резервную команду во второй португальской лиге.

## Карьера в сборной
Жак выступал за юношескую сборную Камеруна. В 2011 году он в составе молодёжной сборной принял участие на молодёжном чемпионате Африки. На турнире Жак сыграл пять матчей, а его сборная дошла до финала.
За национальную сборную Камеруна Жак дебютировал 28 июля 2013 года в матче против сборной Габона. В этом матче он забил гол.

## Достижения
- Чемпион Камеруна (1): 2011
- Обладатель Кубка Камеруна (1): 2011